# 托泰·布典
托泰·布典（Totai Buten，1910年—1993年），漢名陳抵帶，別名木魚，是一位阿美族與噶瑪蘭族人士。他是壽豐鄉首位民選鄉長，也是鹿野忠雄等人的嚮導。

## 生平
托泰·布典的祖父出身阿美族荳蘭社（社址現屬吉安鄉宜昌村及南昌村），並入贅於噶瑪蘭族加禮宛社；後來，他的祖父在他父親出生不久後即在某次巡視耕地時遭附近泰雅族出草馘首。
為逃避徵兵，父親在他四歲時於一深夜將他送至祖母家寄養，並暫時失去蹤影。在撫養數年後，祖母漸感自身年老，遂決定將他送至花蓮東大寺作沙彌。不久，東大寺的住持將他送至位在京都的臨濟宗大學花園學院高等部就學；就學期間，托泰·布典除每日研讀佛教教義外，也修習英語和日文，更在課餘時間與當地青年一同追隨奢侈的時尚潮流。兩年後，托泰·布典決定輟學返鄉。
返回臺灣不久，托泰·布典再度與失散多年的父親相遇；當時，父親已與一位富有的寡婦結婚，並因此開始供給他優厚的物質生活。此後，托泰·布典鎮日遊手好閒，不是與堂兄出沒在當地酒吧裡，就是在臺東市區的街頭上晃蕩。
昭和8年（1933年）夏，鹿野忠雄在前往紅頭嶼途上與托泰·布典相遇於臺東渡船場；當時，托泰·布典因有感鹿野氏忠厚誠懇，向其表示願意擔任其調查活動的不支薪助理。隨後，他們在都巒村僱用三個阿美族人，並一同攀爬陡峭山徑登上都巒山，在山中採集鳥類標本。接著，他們又到piyanan社（後為宜蘭縣大同鄉南山村）與shikikun社（後為宜蘭縣大同鄉四季村）僱用十名泰雅族青年，再自四季駐在所出發攀登南湖大山。
1941年後，托泰·布典在鹿野忠雄推薦下進入臺北帝國大學任職。
戰後，托泰·布典經常向訪客問起鹿野忠雄的下落，但總是不得其解。
二二八事件爆發時，托泰·布典以陳抵帶之名在臺灣省行政長官公署民政處等單位擔任辦事員。
1950年，托泰·布典當選壽豐鄉首任民選鄉長。
晚年，托泰·布典定居於理那凡社（阿美語：Rinafum，漢名光榮社區，位在鯉魚潭山南側），並持續接受學者拜訪。
1990年代初，托泰·布典前往蘭陽平原尋求其噶瑪蘭族身分認同。
1993年，托泰·布典在拜訪志佳陽社返鄉不久後過世。

## 家庭
托泰·布典與林玉英女士結婚。

## 軼事
- 因托泰為一樹名，布典為一魚名，國分直一遂稱托泰·布典為「木魚」。[2]
- 托泰·布典在晚年仍能以日語流利背誦金剛經及法華經。[2]

## 流行文化

### 書籍
- 劉克襄，《十五顆小行星：探險、漂泊與自然的相遇》。[7]

## 外部連結
- 十五顆小行星-資料照片- 鹿野嚮導陳抵帶老人寫給我的信 （页面存档备份，存于）
- 涂建豐／踏遍百岳尋逸史—記學術探險家楊南郡- 報導者The Reporter （页面存档备份，存于）
- 與子再偕行，Klesan，2011-09-28
- 蘇盈如; 楊南郡. . 國家公園季刊 (臺灣: 內政部營建署) （中文（臺灣））.